# György Schuszter
György Schuszter es un deportista húngaro que compitió en natación. Ganó una medalla de plata en el Campeonato Europeo de Natación de 1954, en la prueba de 1500 m libre.

## Palmarés internacional
| Campeonato Europeo | Campeonato Europeo | Campeonato Europeo | Campeonato Europeo |
| Año                | Lugar              | Medalla            | Prueba             |
| ------------------ | ------------------ | ------------------ | ------------------ |
| 1954               | Turín (Italia)     | Medalla de plata   | 1500 m libre       |